# Janusz Dziekoński
Janusz Bogdan Dziekoński (ur. 19 października 1950) – polski działacz samorządowy i społeczny, nauczyciel, w latach 2000–2002 prezydent Świnoujścia.

## Życiorys
Ukończył Liceum Ogólnokształcące im. Marii Skłodowskiej-Curie w Strzelinie i w 1971 Studium Nauczycielskie we Wrocławiu. Od 1991 stał na czele zarządu Społecznego Stowarzyszenia Szkoły Gimnazjalnej, które założyło pierwszą w Świnoujściu szkołę społeczną.
Funkcję prezydenta Świnoujścia objął po odwołaniu Stanisława Możejki w 2000. W 2002 nie ubiegał się o reelekcję, starał się natomiast bezskutecznie o mandat radnego z ramienia KW Towarzystwa Samorządowego „Nowa Fala”. Po 2002 wycofał się z polityki.
Odznaczony Złotym Krzyżem Zasługi (2002) i Medalem Komisji Edukacji Narodowej (2010).